# 치밀 규칙 결합 조직
치밀 규칙 결합 조직(dense regular connective tissue, DRCT)은 인체의 여러 조직을 연결한다. 치밀한 규칙 결합 조직의 콜라겐 섬유는 평행하게 묶여 있다.

## 같이 보기
- 치밀 결합 조직
- 치밀 불규칙 결합 조직